# Gene Kelly
Eugene Curran „Gene” Kelly (Pittsburgh, 1912. augusztus 23. – Beverly Hills, 1996. február 2.) Emmy-díjas amerikai táncos, színész, énekes, rendező, producer és koreográfus.
A 20. század táncosfilmjeinek meghatározó egyénisége, aki energetikus, atletikus táncstílusáról, előnyös megjelenéséről és az általa alakított szerethető és kedvelt karaktereiről volt ismert. Habár ma valószínűleg a legtöbben az Ének az esőben című filmben nyújtott alakítása miatt ismerik őt, személyisége és hatása meghatározó volt a hollywoodi musical világában az 1940-es évek közepétől az 1950-es évek végéig. 1999-ben az Amerikai Filmintézet a „minden idők legnagyobb férfi színészei” ranglistán a 15. helyre sorolta.

## Élete

### Gyermekkora és tanulmányai
Kelly Pittsburgh East Liberty negyedében született James Patrick Joseph Kelly fonográf-kereskedő és Harriet Catherine Curran harmadik fiaként. Apja a kanadai Peterborough-ban született ír-kanadai családban. Anyai nagyapja az írországi Derryből vándorolt be, anyai nagyanyja pedig német felmenőkkel rendelkezett. Nyolcéves korában Kelly édesanyja beíratta őt és bátyját, Jamest táncórákra. Ahogy Kelly visszaemlékezett, mindketten fellázadtak ez ellen: „Nem igazán szerettük, és folyamatosan verekedni kényszerültünk a környékbeli srácokkal, akik puhányoknak neveztek minket… 15 éves koromig nem is táncoltam többet.” Egy időben az volt a gyerekkori álma, hogy szülővárosa baseballcsapata, a Pittsburgh Pirates játékosa lesz shortstop pozícióban.
Amikor később mégis a tánc mellett döntött, már gyakorlott atléta volt. A Pittsburgh Morningside negyedében található Szent Rafael Általános Iskolába járt, majd 16 évesen érettségizett le a Peabody Gimnáziumban. A Pennsylvaniai Állami Főiskola újságíró szakára iratkozott be, de az 1929-es gazdasági válság következtében otthagyta az iskolát, és olyan állást keresett, mellyel hozzá tudott járulni a család szűkös anyagi körülményeinek javításához. Ez idő tájban öccsével, Freddel táncos produkciókat készítettek, hogy egy kis pénzt keressenek a helyi tehetségkutató versenyeken, emellett helyi éjszakai klubokban is felléptek.
1931-ben Kelly beiratkozott a Pittsburghi Egyetemre, hogy közgazdaságtant tanuljon. Itt csatlakozott a Phi Kappa Theta testvériséghez, valamint a musicaleket színpadra állító egyetemi Cap and Gown Clubba. 1933-ban szerzett diplomát, de az egyetemi színjátszásban továbbra is aktív maradt, 1934-től 1938-ig ő vezette a klubot. Ezt követően felvételt nyert a Pittsburghi Egyetem jogi karára.
Időközben, 1930-ban a család megnyitotta első táncstúdióját Pittsburgh Squirrel Hill városnegyedében, a Munhall Roadon. 1932-ben átnevezték Gene Kelly Táncstúdiónak, majd 1933-ban megnyitották második táncstúdiójukat is a szintén pennsylvaniai Johnstownban. Diplomája megszerzéséig, illetve később is, mialatt a pittsburghi jogi kar hallgatója volt, Gene táncórákat adott a stúdióban. 1931-ben a pittsburghi Bét Sálom-zsinagóga szintén felkérte táncoktatónak, valamint az az évi zsidó fesztivál, a kermesse dramatikus elemeinek megrendezésére. A vállalkozás akkora sikernek bizonyult, hogy Kelly hét éven át dolgozott a zsidó hitközség számára is.
Végül eldöntötte, hogy inkább tánctanár szeretne lenni, így 2 hónap után otthagyta a jogi iskolát. Elkezdett egyre erősebben az előadásaira koncentrálni, ahogy később állította: „Idővel kiábrándultam a tanításból, mert jó, ha minden tíz lányra jutott egy fiú, és amint a lányok elérték a tizenhat éves kort, hirtelen ők is elmaradoztak.” 1937-ben, miután sikeresen felfejlesztette a családi táncstúdiót, New Yorkba költözött, hogy koreográfusként munkát találjon.

### Színpadi karrierje
A sikertelen keresgélés után Gene Kelly visszatért Pittsburghbe, ahol mint koreográfus dolgozott Charles Gaynor musical revüjében a Hold Your Hats című darabban, a Pittsburgh Színházban 1938 áprilisában.
Az első broadwayi megbízását 1938 novemberében kapta mint táncos, Cole Porter Leave it to me! című darabjában, ahol az amerikai nagykövet titkárát alakítja, és Mary Marttinnal közösen elénekli a My heart belongs to Daddy című dalt. Kellyt a szerepre Robert Alton bérelte fel, akit a pittsburghi színházban lenyűgözött Gene alakítása, tanítása és tudása. Mikor Alton koreográfust keresett a One for the money című darabhoz, felkérte Kellyt, hogy játssza el, énekeljen és táncoljon. Karrierje első nagy áttörése volt a Time of your life c. dráma, amiért Pulitzer-díjat kapott. A darab 1939. november 11-én debütált, ahol a Broadway történetében először táncolt valaki saját koreográfiájára. Ugyanebben az évben megkapta első megbízását a Broadwayről, mint koreográfus a Diamond Horseshoe-ban. Jövendőbeli felesége, Betsy Blair is e színdarab társulati tagja volt. Elkezdtek randevúzni, és 1941. október 16-án összeházasodtak.
1941-ben megkapta a főszerepet a Rodgerts and Hart című filmben, a Pal Joey-ban, ahol ismét Robert Alton koreografálta, mely szerep egészen a sztárok világáig repítette őt. Mind ezalatt így nyilatkozott a riportereknek: „Nem hiszem, hogy a tánciskolák egyezőek lennének. Én csak azt csináltam, amit a dráma és a zene megkövetelt. Habár 100%-ig balett-táncos vagyok, mégis csak azt használom fel, amit teljesen magamévá tudok tenni. Sosem engedem, hogy a technika a hangulat és a folyamatosság útjába álljon.” Fenomenális elkötelezettségét a próbák iránt, és a kemény dolgozni tudását kollégái is dicsérték. Van Johnson, aki szintén feltűnt a Pal Joey-ban, így nyilatkozott: „Néztem, ahogy próbál, és számomra úgy tűnt, hogy már nincs hova tovább fejlődnie. Ám ő mégsem volt elégedett. Már éjfél volt, és már reggel 8 óta próbáltunk. Már épp álomra hunytam a szemem a hosszú lépcsőn, mikor sztepptánclépéseket hallottam a színpad felől… Csak egyetlen halovány lámpát láttam, amely alatt egy alak táncolt, Gene Kelly.”
Sorra jöttek a hollywoodi ajánlatok, de Kelly nem akarta ilyen korán otthagyni New Yorkot. Végül leszerződött David O. Selznickkel, beleegyezve, hogy a Pal Joey után, 1941 októberében Hollywoodba megy. Távozása előtt még megkoreografálta a Best Foot Forward c. filmet.
Kelly nem is tért vissza a színházi munkához, amíg az Metro-Goldwyn-Mayer-rel kötött szerződése le nem járt 1957-ben, mikor is 1958-ban megrendezte a Flower Drum Song c. musicalt. Az 1960-as évek elején Kellyt meghívta A. M. Julien, a Párizsi Opera ügyintézője, hogy válassza ki a saját stílusát és hozzon létre egy modern balettet a társulat számára. Ez volt az első eset, hogy egy amerikait bíztak meg ezzel a kéréssel. Az eredmény a Pas de Dieux volt, mely egy görög mitológián alapult George Gershwin zenéjével kombinálva. Hatalmas siker volt, melyért elismerést kapott a francia kormánytól.

### Filmes karrierje

#### 1941–1944: Elismertsége Hollywoodban
Selznick Kelly szerződéseinek a felét eladta az MGM-nek, és ezzel kölcsönadta őt az első filmjükhöz: Nekem és a nőmnek (1942) Judy Garlanddal az oldalán. Kelly megdöbbenve tapasztalta, hogy 20 filmet is akarnak készíteni vele, és mint mondta: „olyan érzése volt, hogy hatalmas bukás lesz”. Ám a filmjei sikeresek voltak, így Arthur Freedaz MGM-től megvette Kelly szerződéseinek másik felét is. Miután feltűnt egy B-kategóriás drámában (Pilot#5), megkapta Cole Porter Du Barry Was a Lady című film férfi főszerepét Lucille Ball-lal az oldalán. Az első alkalma, hogy filmben saját koreográfiájára táncoljon, a Thousands Cheer című filmben nyílt, ahol egy felmosóronggyal ad elő egy színlelt szerelmes táncot.
A vásznon mint táncos első áttörését akkor érte el, amikor az MGM kölcsönadta őt a Columbiának, hogy legyen Rita Hayworth partnere a Címlaplányban (1944), amelyben egy felejthetetlen táncot koreografált. A következő filmjében (Anchors Aweigh 1945) az MGM gyakorlatilag szabad kezet adott neki a táncok megkoreografálásában, beleértve a táncát Jerry egérrel (a Tom és Jerryből), illetve a duettjét Frank Sinatrával. Az Anchors Aweigh 1945 egyik legsikeresebb filmje volt, mellyel Kelly elvitte első és egyetlen Oscar-díj-jelölését a „Legjobb színész” kategóriában. A Ziegfeld Folliesben (1946) – mely 1944-ben készült, de csak 1946-ban mutatták be. Kelly partnere Fred Astaire volt (aki iránt a legnagyobb ámulattal és tisztelettel viseltetett) a híres "The Babbitt and the Bromide" című dal táncában, mielőtt elhagyta volna a stúdiót a háború utáni felújítás előtt. Ezen időszak alatt Kelly kénytelen volt olcsó B-kategóriás sorozatokban feltűnni, melyeket mára már mindenki elfeledett.
1944 végén Kellyt besorozták a haditengerészethez, hadnagyi ranggal. A fényképészeti részlegnél állomásozott Washingtonban, ahol dokumentumokat kellett írnia és rendeznie, ami később arra inspirálta, hogy producer is legyen a filmekben.

#### 1946–1952: Dicső évei az MGM-nél
Mikor 1946 tavaszán visszatért Hollywoodba, az MGM még mindig csak B-kategóriás filmekben szerepeltette, mint a Living in a Big Way. A film olyan gyengének találtatott, hogy Kellyt kérték fel arra, készítsen egy pár jó tánckoreográfiát. Ezután következett egy film ismét Judy Garlanddal, Vincente Minelli rendezésében, a The Pirate. A film ma klasszikusnak számít, ám a maga idejében meglehetősen gyenge fogadtatásra lelt. Ebben Kelly megmutatta atletikusságát, és valószínűleg az egyik legemlékezetesebb alakítása volt a Nicholas testvérekkel, akik a vezető afroamerikai táncosok voltak akkoriban. Habár az MGM azt szerette volna, hogy Kelly térjen vissza a jól megszokott és biztosabb kerékvágásba, ő szüntelenül harcolt azért, hogy saját zenés filmet rendezhessen. Átmenetileg megtartotta a róla kialakult hetvenkedős képet a Három muskétás egyikeként, és feltűnt Vera-Ellen oldalán a Slaughter in tenth Avenue című balettben a Words and Musicból (1948). Ezután következett a Vigyél ki játszani! (1949), a második filmje Sinatrával, melyben Kelly ír származása előtt tiszteleg a The Hat My Father Wore on St. Patrick's Day c. dalban. Ezzel a musicallel Kelly rábeszélte Arthur Freedet, hogy elkészíthesse az Egy nap New Yorkban c. filmjét, melyben harmadszor és egyben utoljára szerepelt együtt Frank Sinatrával, áttörést érve el ezzel a musical világában, melyet úgy írtak le, mint „a legötletesebb és legüdítőbb musical, ami valaha is készült Hollywoodban”.
Stanley Donan, akit Kelly vitt Hollywoodba, hogy legyen a társkoreográfusa, kapta meg a mellékrendező szerepét az Egy nap New Yorkban-ban. Kelly szerint: „…mikor bevonnak egy filmbe, hogy készíts rá koreográfiát, ahhoz szakértő asszisztens kell. Szükségem volt valakire, aki megnézi az előadásomat, és valakire, aki együtt dolgozik az operatőrrel az időzítéseken… Stanley, Carol Haney vagy Jeanne Coyne nélkül ezt sohasem tudtam volna véghez vinni. Mikor elérkeztünk oda, hogy elkészítjük az On the town-t, tudtam, hogy elérkezett az idő, hogy Stanley kapja meg a mellékrendezői jogot, hisz' többé már nem főnök-beosztott volt köztünk a viszony, hanem társszerkesztői”. Ketten együtt megbontották a szokásos musicali formát, kivéve a filmet a stúdiók világából, és belehelyezve a valódi helyekbe és helyzetekbe. Donannal felelősséget vállaltak a színpadi részekért, Kelly pedig a koreográfiával foglalkozott. Kelly jóval tovább ment az addig megszokott és a korábban bemutatott balettos koreográfiáknál.
Ezután Kelly azzal a kéréssel fordult a stúdióhoz, hogy adjanak neki főszerepet. Ezt meg is kapta egy korai maffia-melodrámában, melynek címe The Black Hand (1949). Ezt követte a Nyári előadás (1950) – Judy Garland utolsó musicalje az MGM-nél -, amelyben Kelly előadta a You, You Wonderful You c. szólóját egy újságpapírral és egy nyikorgó hajópadlóval. Könyvében („Easy the hard way”) Joe Pasternak kiemeli Kelly türelmét és jóakaratát, aki nem sajnál annyi időt fordítani a darabra, amennyit kell, hogy a betegeskedő Garlanddal együtt tökéletes filmet készítsenek.
Ezután következett két sikeres musical, amik megőrizték Kelly hírnevét mint Amerika vezető musicalszínészét, az Egy amerikai Párizsban (1951), és a talán legismertebb musical, az Ének az esőben (1952). Mint társrendező, vezető színész és koreográfus Kelly volt a vezető erő a filmben. Johhny Green az MGM akkori zenei rendezője a következőképp írta le Kellyt: „Gene egészen laza mindaddig, amíg pontosan tudod, hogy mit csinálsz, amikor vele dolgozol. Keményen beosztja a munkákat és keményen is dolgozik. Ha az ő csapatában szeretnél játszani, jobb ha te is tudsz keményen dolgozni. Nem volt kegyetlen, de kemény volt, és ha Gene hitt valamiben, azt bárkinek elmondta, legyen szó akár Louis B. Mayerről vagy egy portásról. Sosem volt gondja senkivel, és majdnem mindig megszerezte, amit akart.” Az Egy amerikai Párizsban hat Oscar-díjat nyert, beleértve a legjobb képet, és még ugyanebben az évben Kelly a musical világban elért munkájáért megkapta az Oscar-díjat. A film bemutatóját Leslie Caronnal is fémjelezték, akit Kelly Párizsban fedezett fel és vitt Hollywoodba. Az utolsó álom balett tizenhárom percen át tart. Ez volt az utóbbi idők legdrágább filmje. Az Ének az esőben-nel Kelly még nagyobb hírnévre tett szert. A Moses Supposes c. dalban Donald O’Connor társa, a Brodway melodyban pedig Cyd Charisse. Ez habár nem keltett olyan nagy lelkesedést, mint az Egy amerikai Párizsban, mégis utólag elnyerte a neki megfelelő és méltó helyet a kritikusok és a filmguruk véleményei között.

### 1980–1996, utolsó évei
Utolsó zenés-táncos filmje az 1980-ban bemutatott Xanadu, melyben Olivia Newton-John partnereként láthattuk. Utolsó tévészerepe, melyben énekelt és táncolt, a Xanadut reklámozó Hollywood Nights tévéshow műsorban volt 1980. április 14-én.
Az elkövetkező években is rendszeresen szerepelt sorozatok epizódjaiban, dokumentumfilmekben, de már nem énekelt, vagy táncolt. 1984-ben művészi pályája összes emlékével (köztük Oscar-díjával) együtt porig égett Beverly Hills-i háza. 1990-ben elvette feleségül a 36 éves Patricia Wardot. 1994-ben fejfájásokkal kórházba került, majd júliusban súlyos stroke érte. Hét hetet töltött kórházban, de februártól folyamatosan újabb stroke események következtek, állapota folyamatosan romlott. Utolsó hónapjait ágyhoz kötötten, régi filmek nézésével töltötte. 1996. február 2-án halt meg, hírnevéhez képest szerénynek nevezhető Beverly Hills-i otthonában. Elhamvasztották, megjelölt sírja nincs.

## Filmjei

### Színészként
- 1942 – Nekem és a nőmnek (For Me and My Gal) ... Harry Palmer
- 1943 – Ezer mosoly (Thousands Cheer) ... Eddie Marsh
- 1943 – Lorraine keresztje (The Cross of Lorraine) ... Victor
- 1944 – Címlaplány (Cover Girl) ... Danny McGuire
- 1944 – Karácsonyi vallomás (Christmas Holiday) ... Robert Manette
- 1945 – Horgonyt fel! (Anchors Aweigh)
- 1946 – Ziegfeld Follies
- 1947 – Nagy lábon élve (Living in a Big Way)
- 1948 – A három testőr (The Three Musketeers) ... D'Artagnan
- 1948 – A kalóz (The Pirate) ... Serafin
- 1949 – Egy nap New Yorkban (On the Town) ... Gabey
- 1949 – Vigyél ki játszani! (Take Me Out to the Ball Game) ... Eddie O'Brien
- 1950 – Black Hand ... Giovanni E. „Johnny” Columbo
- 1950 – Nyári előadás (Summer Stock) ... Joe D. Ross
- 1951 – Egy amerikai Párizsban (An American in Paris) ... Jerry Mulligan
- 1952 – Ének az esőben (Singin’ in the Rain) ... Don Lockwood
- 1952 – Az ördög hármat tesz (The Devil Makes Three) ... Jeff Eliot kapitány
- 1954 – Brigadoon – A varázsvidék (Brigadoon) ... Tommy Albright
- 1954 – Mélyen a szívemben (Crest of the Wave) ... "Brad" Bradville hadnagy
- 1955 – Mindig szép az idő (It’s Always Fair Weather) ... Ted Riley
- 1956 – Felhívás táncra (Invitation to the Dance) ... a bohóc / Sinbad / a tengerész
- 1957 – A lányok (Les Girls) ... Barry Nichols
- 1958 – Marjorie Morningstar ... Noel Airman
- 1960 – Aki szelet vet (Inherit the Wind) ... E. K. Hornbeck
- 1960 – Szeressünk!
- 1964 – Melyik úton járjak? (What a Way to Go!) ... Pinky Benson
- 1967 – A rochefort-i kisasszonyok (Les Demoiselles de Rochefort) ... Andy Miller
- 1973 – 40 Carats ... Billy Boylan
- 1974 – Musicalmúzeum (That's Entertainment!)
- 1976 – Hollywood, Hollywood II (That's Entertainment, Part 2)
- 1980 – Xanadu ... Danny McGuire
- 1984 – Szerelemhajó (TV Sorozat) ... Charles Dane
- 1985 – Észak és Dél (North and South)
- 1985 – Tánc, a csodák csodája (That's Dancing!)
- 1994 – Hollywood, Hollywood III. (That’s Entertainment! Part III)

### Rendezőként
- 1949 – Egy nap New Yorkban (On the Town)
- 1952 – Ének az esőben (Singin' in the Rain)
- 1955 – Mindig szép az idő (It’s Always Fair Weather)
- 1956 – Felhívás táncra (Invitation to the Dance) ... forgatókönyvíró is
- 1958 – A szerelem alagútja (The Tunnel of Love)
- 1962 – Gigot
- 1967 – Útmutató házas férfiaknak (A Guide for the Married Man)
- 1969 – Hello, Dolly!
- 1970 – The Cheyenne Social Club ... producer is
- 1976 – Hollywood, Hollywood II (That’s Entertainment, Part 2)

## További információ
- Gene Kelly a PORT.hu-n (magyarul)
- Gene Kelly az Internetes Szinkronadatbázisban (magyarul)
- Gene Kelly az Internet Movie Database-ben (angolul)
- Gene Kelly a Rotten Tomatoeson (angolul)
- Gene Kelly Életrajza a Filmvilag.blog.hu
- Gene Kelly életéről és nyughelyéről (angolul) a Findagrave.com oldalon
- Gene Kelly utolsó éveiről a Findadeath.com oldalon